# Proposition de loi
Une proposition de loi est une soumission à la délibération d'un texte législatif provenant d'une personne ou d'un groupe habilité à faire une telle proposition. Elle s'inscrit plus globalement dans le cadre de l'initiative législative.

## En Belgique
Après prise en considération et renvoi en commission, une proposition de loi est mise à l'agenda à la demande de son auteur. Les projets de loi et les budgets sont toujours prioritaires. Les propositions de loi, ayant un sujet identique à un projet de loi, sont traitées simultanément à celui-ci. Le règlement précise qu'une séance de commission mensuelle sera consacrée aux propositions de loi. Une proposition de loi devient projet lorsqu'elle a été approuvée par une des deux chambres.
Elle sera ensuite transmis, le cas échéant, à l'autre chambre, ensuite soumis à la sanction royale avant d'être publié.

## Au Canada
Au Canada, le terme « projet de loi » est l'équivalent français du terme anglais « Bill » et « proposition de loi » n'est pas utilisé comme traduction.
Par contre, le terme « proposition de loi » a déjà été employé comme traduction de proposed legislation, par exemple dans le Renvoi relatif au mariage entre personnes du même sexe où il est question de la constitutionnalité d'une proposition de Loi sur le mariage civil avant qu'elle devienne un projet de loi.

## Aux États-Unis
A Bill est l'équivalent d'une proposition de loi.
An Act est le statut d'une loi une fois qu'elle a reçu l'approbation du corps législatif.

## En France
Par opposition au projet de loi, qui est une initiative législative provenant du gouvernement, une proposition de loi émane d'un parlementaire.
Les propositions de loi peuvent porter sur les mêmes matières que les projets de loi, c’est-à-dire sur le domaine de la loi défini à l'article 34 de la Constitution, sauf sur certains points. D'une part le Gouvernement peut s'opposer à une proposition de loi qui réduit des ressources publiques ou qui crée ou aggrave une charge publique. D’autre part le budget de l'État et celui de la Sécurité sociale sont définis dans des projets de loi et non dans des propositions de loi.